# Florencite-(La)
La florencite-(La) è un minerale descritto per la prima volta in base ad un ritrovamento avvenuto nel giacimento di Shituro nei pressi della città di Likasi, provincia di Katanga nella Repubblica Democratica del Congo (all'epoca chiamato ancora Zaire). Al momento della descrizione è stata riconosciuta la presenza di lantanio in quantità superiore a quella contenuta nella florencite-(Ce) ma non è stata richiesta la validazione come nuova specie di minerale che è poi stata effettuata nel 1987.
Chimicamente è un fosfato idrato di alluminio e lantanio, è parzialmente solubile in acido cloridrico
Forma una serie con florencite-(Ce), florencite-(Nd) e florencite-(Sm).

## Morfologia
La florencite-(La) è stata scoperta sotto forma di cristalli ben formati (euedrali) di dimensione massima di circa 30 µm di colore variabile dall'incolore al giallo chiaro. I cristalli presentano un nucleo di colore più scuro con la stessa composizione chimica probabilmente dovuto ad un'alterazione metamittica cioè dovuta alle radiazioni. La forma dei cristalli è pseudocubica.

## Origine e giacitura
La florencite-(La) è stata trovata in un carotaggio effettuato in un giacimento di rame nella siltite rossa ricca di ematite sovrastata dalla dolomite associata a quarzo, dolomite, ematite, apatite, rutilo, zircone ed altri minerali argillosi del tipo clorite-montmorillonite. Il minerale si è formato in seguito a processi idrotermali.